# People's National Bank Building (Tyler)
People's National Bank Building es un edificio de gran altura en Courthouse Square situada en la ciudad Tyler, en el estado de Texas (Estados Unidos). en 102 N. College Street. Está incluido en el Registro Nacional de Lugares Históricos. El edificio art déco fue diseñado por el destacado arquitecto de Texas Alfred C. Finn, quien promocionó una extensa cartera de rascacielos con estructura de acero cuando se completó el Edificio del Banco Nacional del Pueblo en 1932. Desde 2014 se lo conoce como el People's Petroleum Building.

## Historia
El abogado y juez local Samuel A. Lindsey encargó el  People's National Bank Building en 1932, en medio de la Gran Depresión. Lindsey también era un inversor inmobiliario local y presidente del banco. Estableció la People's National Company como un medio para financiar el proyecto al tiempo que limitaba la responsabilidad del banco y de sí mismo. El edificio está ubicado en la esquina suroeste de Courthouse Square en el centro de Tyler. El bloque 9, lote 5 fue ocupado anteriormente por la tienda mercantil Goldstein y Brown de dos pisos, que fue dañada por un incendio ya en 1930. Los socios comerciales vendieron la propiedad al People's National Bank en mayo de 1931. El banco encargó al arquitecto Alfred de Houston C. Finn para diseñar un rascacielos para reemplazar la tienda, y en octubre, envió ilustraciones para el edificio propuesto. Un contratista local, Campbell & White, fue el responsable de la construcción y contrató a Universal Contracting de Houston para colocar los cimientos en abril de 1932. Campbell & White fue el contratista general.
El  People's National Bank Building se inauguró el 5 de noviembre de 1932 y se arrendó por completo antes de principios de 1933. Los inquilinos comerciales más importantes de Tyler fueron McMurrey Refining Company, el bufete de abogados de Pollard & Lawrence y Broughton Wilkinson, que inició una petrolera boom con el desarrollo de Daisy Bradford # 3. Los propietarios del edificio respondieron a la demanda de espacio para oficinas locales ampliando el ala de cuatro pisos en la calle West Erwin a diez pisos. Siguió siendo la ubicación principal de oficinas en Tyler durante la década de 1950, después de lo cual el edificio perdió inquilinos e intentó detener la marea con algunas renovaciones costosas en 1969. Nation's Bank adquirió People's National Bank, luego se mudó a su propio edificio nuevo de veinte pisos principios de los años 1980. Este espacio de oficinas adicional cerca de la plaza y la tendencia de un nuevo desarrollo suburbano en el sur de Tyler causaron altas tasas de desocupación en el centro. Tyler Towne Center adquirió el edificio en 1997, conservando su apariencia. Hasta 2001, las instalaciones bancarias carecían de inquilino, pero Tyler Towne Center alquilaba algunos locales comerciales y de oficinas. Sin embargo, según un informe, el edificio estaba prácticamente desocupado en 2000. Un nuevo grupo de propietarios, Garnett y Tim Brookshire, y Andy Bergfeld, comenzó un nuevo proyecto de renovación a principios de la década de 2010, reemplazando la infraestructura, incluido un nuevo aire acondicionado, electricidad y sistemas de fontanería. Lo rebautizaron People's Petroleum Building. Las renovaciones de los pisos décimo y undécimo crearon un espacio de oficina modelo para mostrar a los posibles inquilinos. A septiembre de 2014, se alquilaron los pisos noveno y décimo, y el undécimo piso se rehabilitó como espacio alquilable.

## Características arquitectónicas
En el nivel minorista, en los lados de College Street y Erwin, las fachadas están revestidas de granito negro liso con estrías. El vidrio del panel se colocó originalmente en marcos de metal, pero se reemplazó con vidrio plano en marcos de aluminio. Los interiores del primer piso, incluido el vestíbulo y las salas bancarias, son en su mayoría originales, decorados en mármol y piedra caliza. La elevación es solo simétrica en el lado de College Street, donde los revestimientos están compuestos principalmente de ladrillo y compensados por granito negro pulido.

## Galería

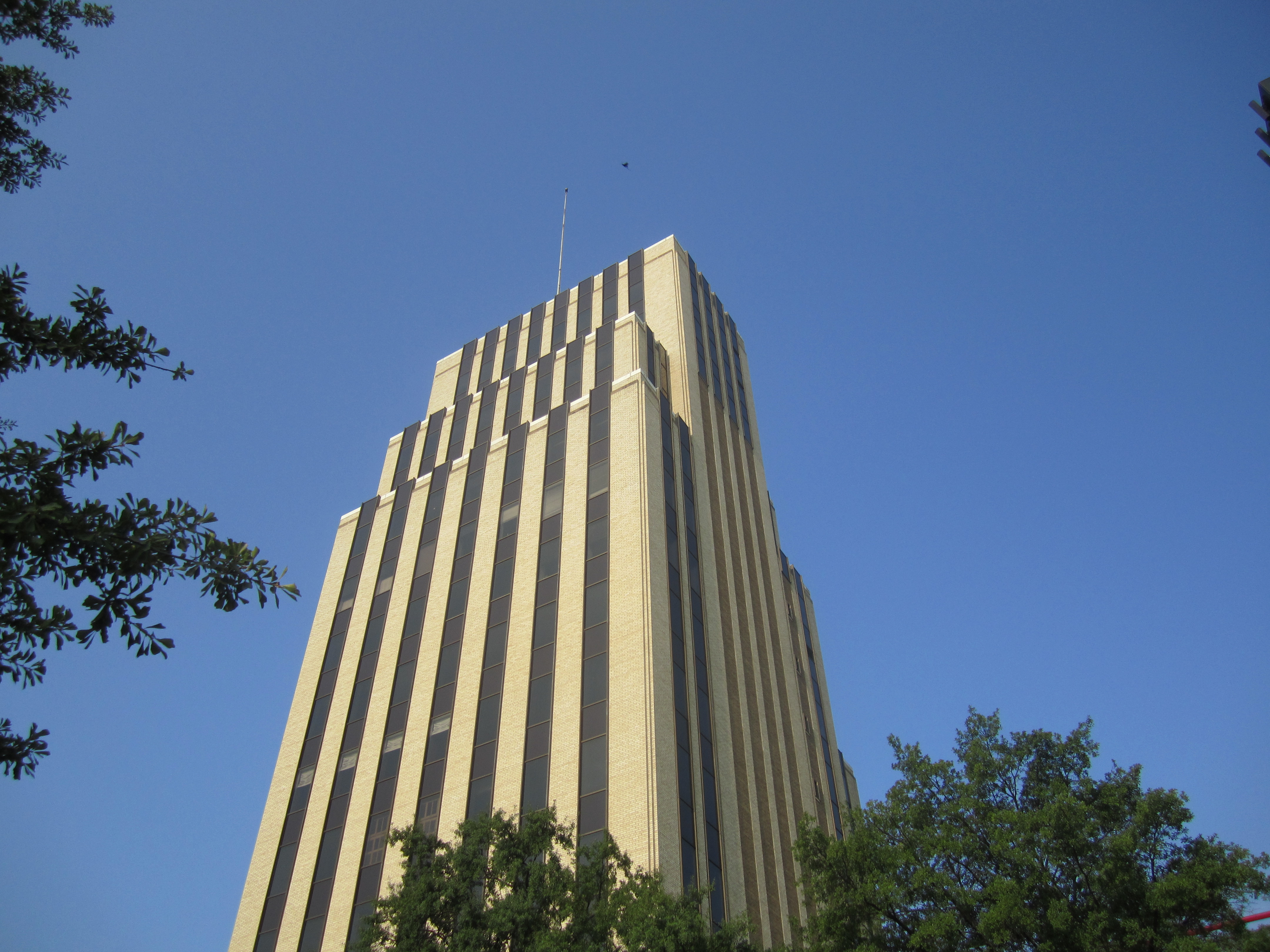
People's National Bank Building en 2012
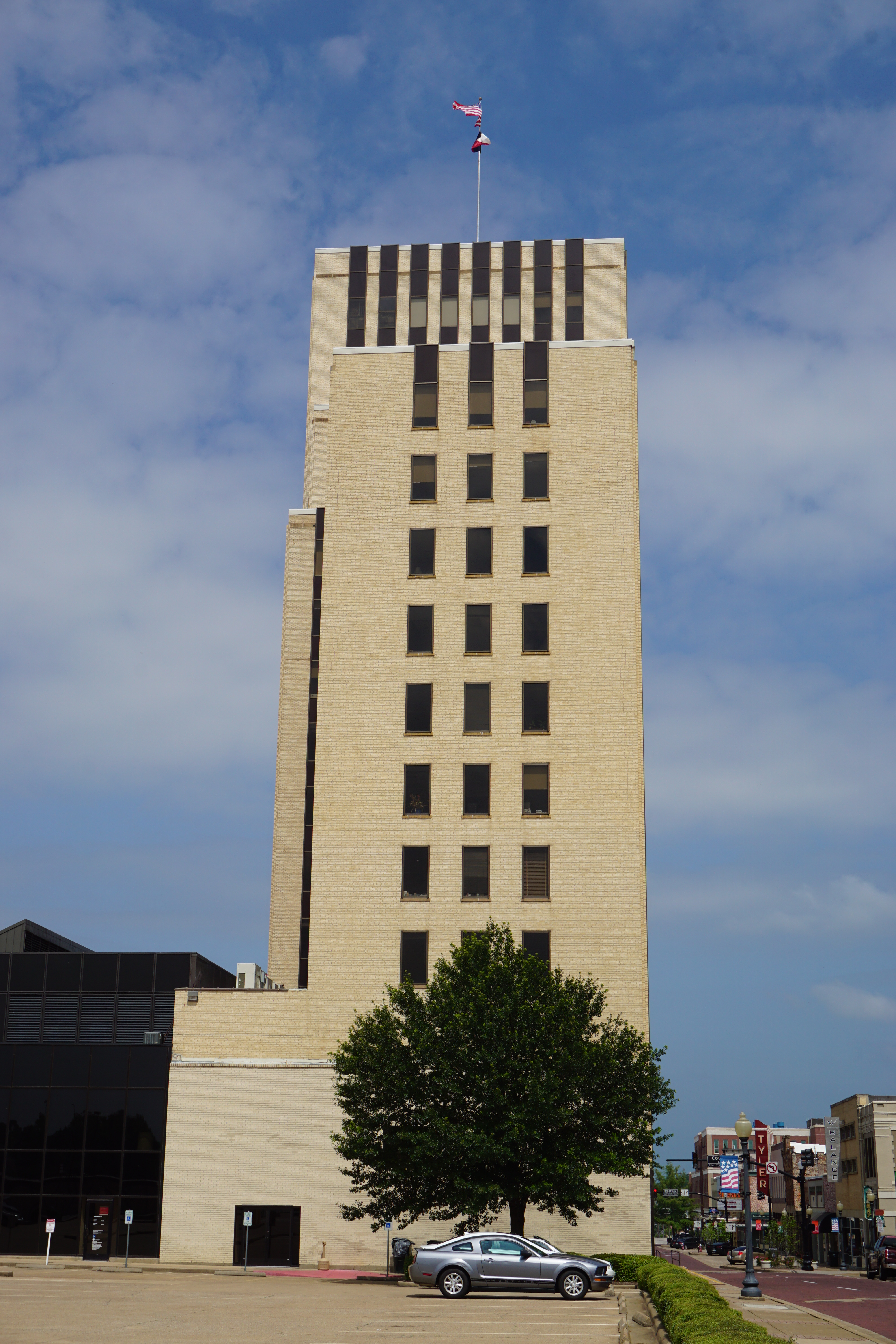
People's National Bank Building en 2016, vista desde el oeste
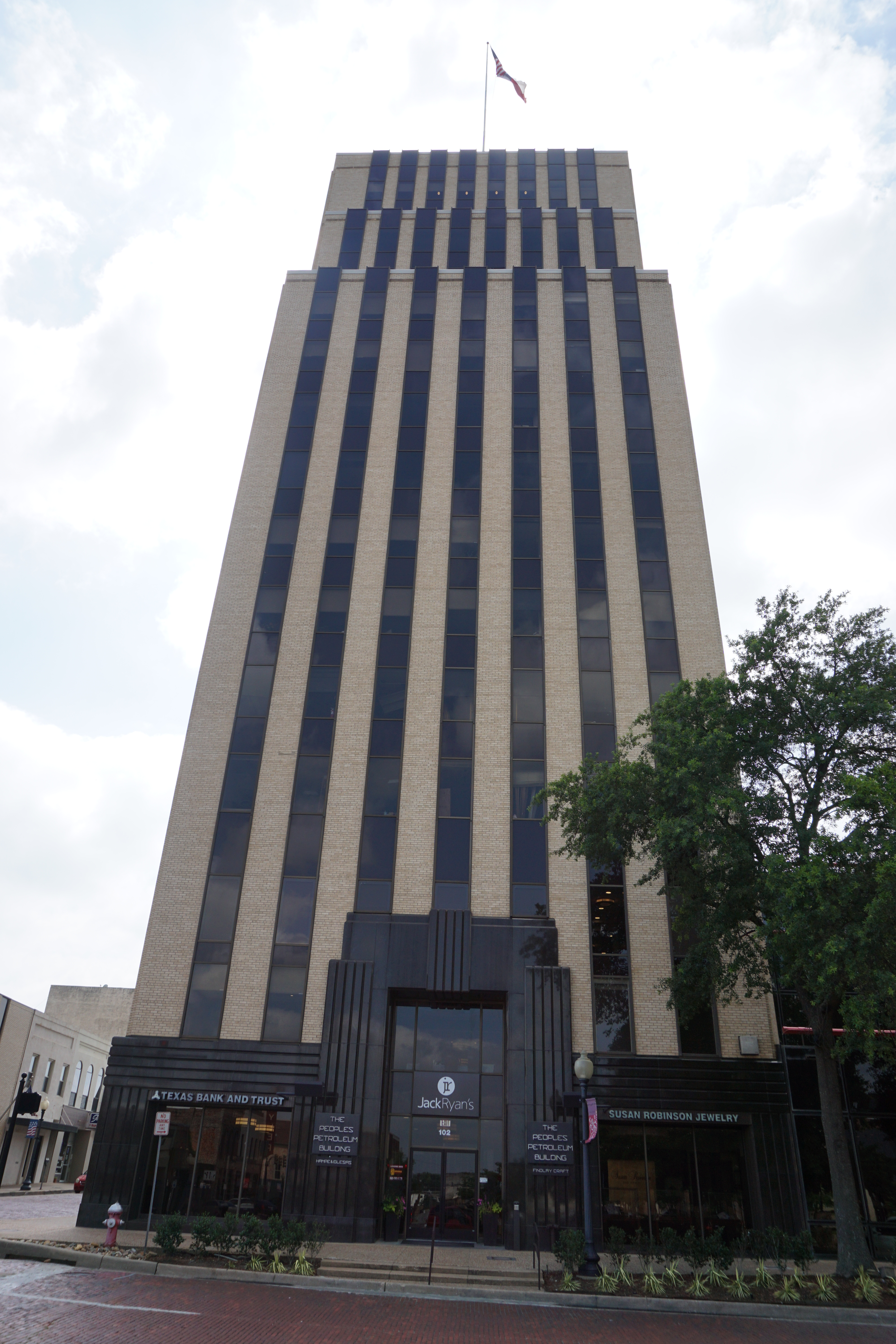
People's National Bank Building en 2016, vista desde N. College Avenue